# Allopiophila pseudovulgaris
Allopiophila pseudovulgaris är en tvåvingeart som beskrevs av Ozerov 1989. Allopiophila pseudovulgaris ingår i släktet Allopiophila och familjen ostflugor. Inga underarter finns listade i Catalogue of Life.